# Gare de Guéret
Gare de Guéret vasútállomás Franciaországban, Guéret településen.

## Vasútvonalak
Az állomást az alábbi vasútvonalak érintik:
- Montluçon-Saint-Sulpice-Laurière-vasútvonal
- Ligne de Saint-Sébastien à Guéret

## Kapcsolódó állomások
A vasútállomáshoz az alábbi állomások vannak a legközelebb:
- Gare de Montaigut
- Gare de Busseau-sur-Creuse